# Place du Gänsemarkt

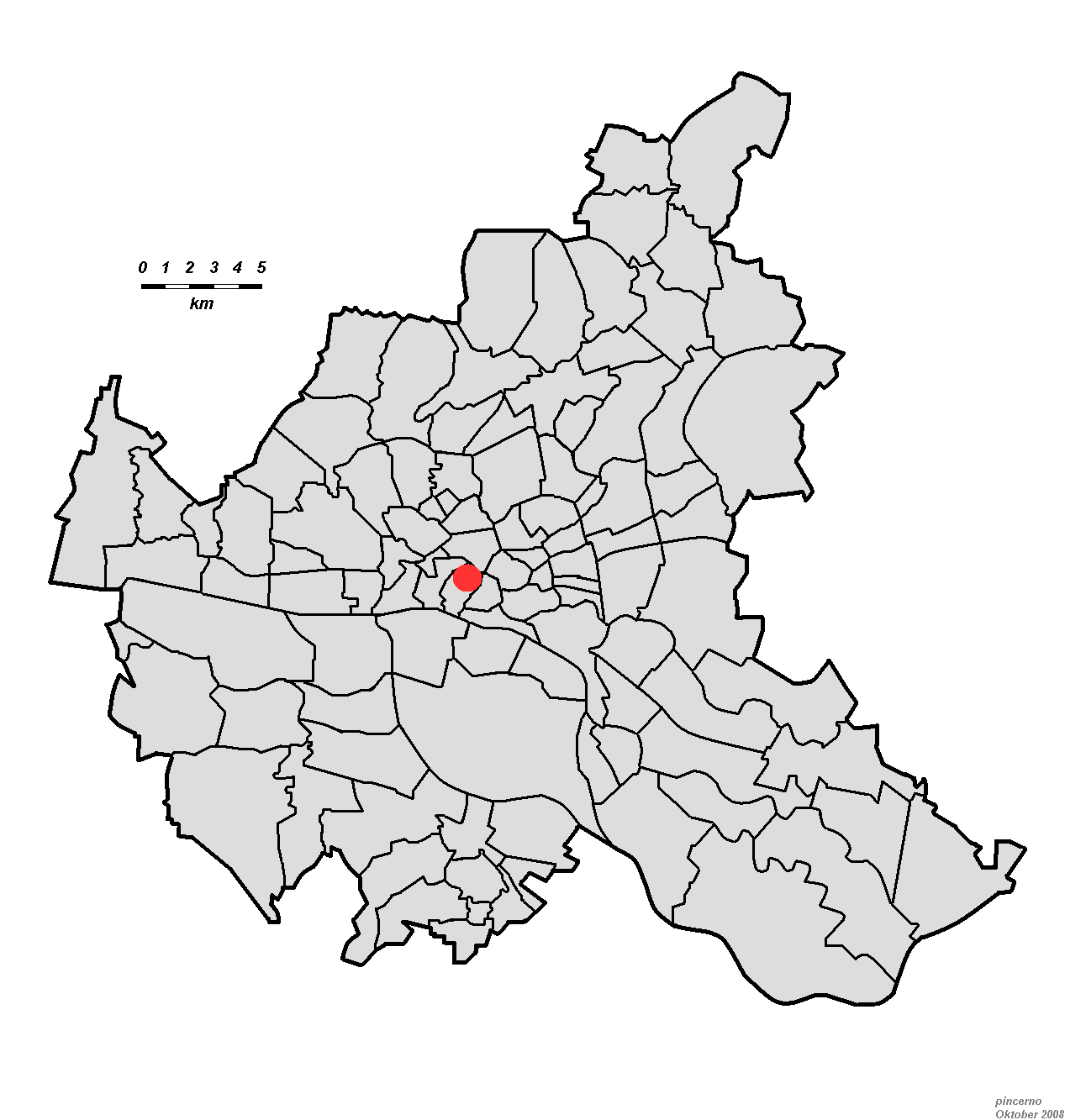
Quartier Gänsemarkt

Le Gänsemarkt (littéralement « marché des oies ») est une place publique située à l’intersection des rues Dammtorstraβe et Valentinskamp dans le quartier Neustadt de Hambourg. Cette place triangulaire, non loin de l’Opéra d’État de Hambourg, est au croisement de plusieurs centres commerciaux et se trouve au sud-est de la célèbre rue Jungfernstieg.

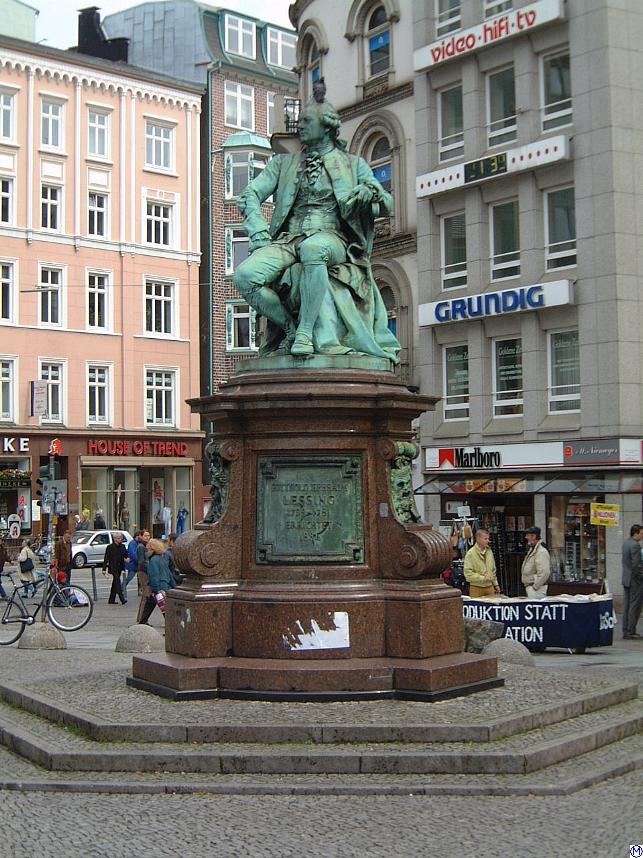
Statue de G. E. Lessing par Fritz Schaper

Fritz Schaper y érige un monument à l’occasion du centième anniversaire de la mort de Gotthold Ephraim Lessing, dramaturge et fondateur de l’entreprise hambourgeoise - premier théâtre national à Hambourg, ayant existé de 1767 à 1770. Le 18 juin 1944, les déflagrations d’une bombe atteignent le monument, qui sera restauré en 1955.

## Histoire
En 1373, l’ancien Conseil de la Ville (aujourd’hui, sénat de Hambourg) loue le terrain au chapitre de chanoines pour un usufruit de 2,5 Marks et à l’archevêché de Brême pour quatre Schillings. Cependant, les travaux de construction ne commencent qu’après 1600. Lors de l’édification des remparts de Hambourg (1616 – 1625), une réserve de chaux est aménagée sur la place pour entreposer la chaux de Segeberg. Aujourd’hui encore, l’une des ruelles latérales au nord-est de la place porte le nom de ce lieu de stockage, Kalkhof.

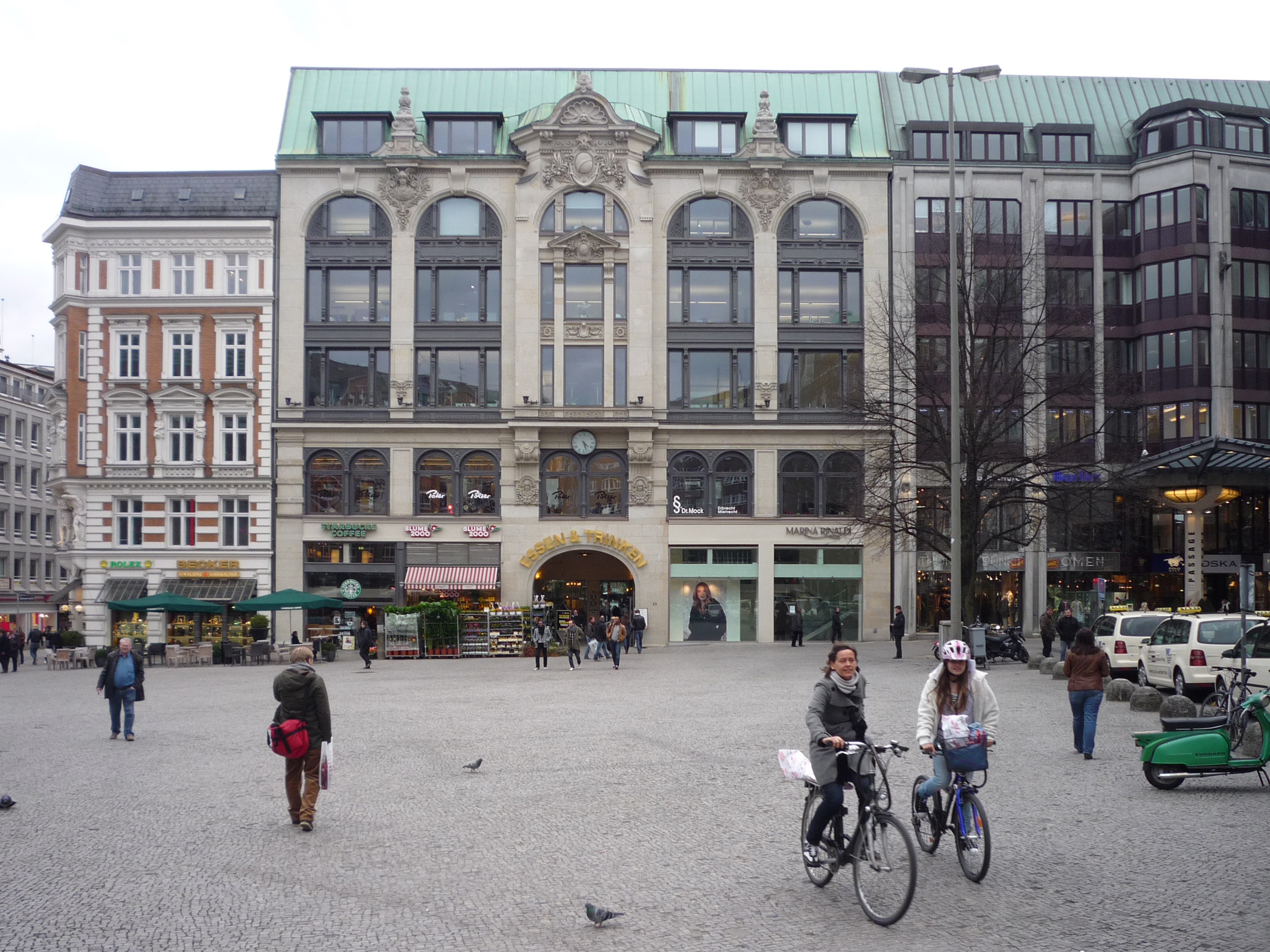
Côté sud entre Gerhof et la ABC-Straβe

Vers 1650, Andreas Heinke fait l’acquisition de la parcelle Gänsemarkt 44, puis y installe une boulangerie, toujours en activité à ce jour. En 1655, cette place s’appelait forum anserum (du latin anser, qui signifie oie) ; le nom actuel, Gänsemarkt, date de 1709. Cependant, cette place n’a jamais été soumise aux droits du marché. C’était probablement d’ici que les oies étaient conduites devant Dammtor - porte de Hambourg jusqu’à la fin du XIXe siècle. Selon une autre théorie, le nom ferait référence au propriétaire de l’une des parcelles, Ambrosius Gosen. En effet, en dialecte allemand, Gos ou encore Goos est l’équivalent de Gans (oie) dans la langue de Goethe.
Le 2 janvier 1678, le théâtre de la ville est inauguré et présenté comme le plus grand opéra allemand de l’âge baroque; plus tard Georg Friedrich Haendel sera violoniste dans l’orchestre de l’opéra, dirigé de 1722 à 1738 par Georg Philipp Telemann. En 1765, l’opéra, délabré, est rasé ; à sa place est érigé le Théâtre national de Hambourg. Le 22 avril 1767, G. E. Lessing en prend la direction pour trois ans. La première de La Fortune du soldat (Minna von Barnhelm) a lieu la même année.

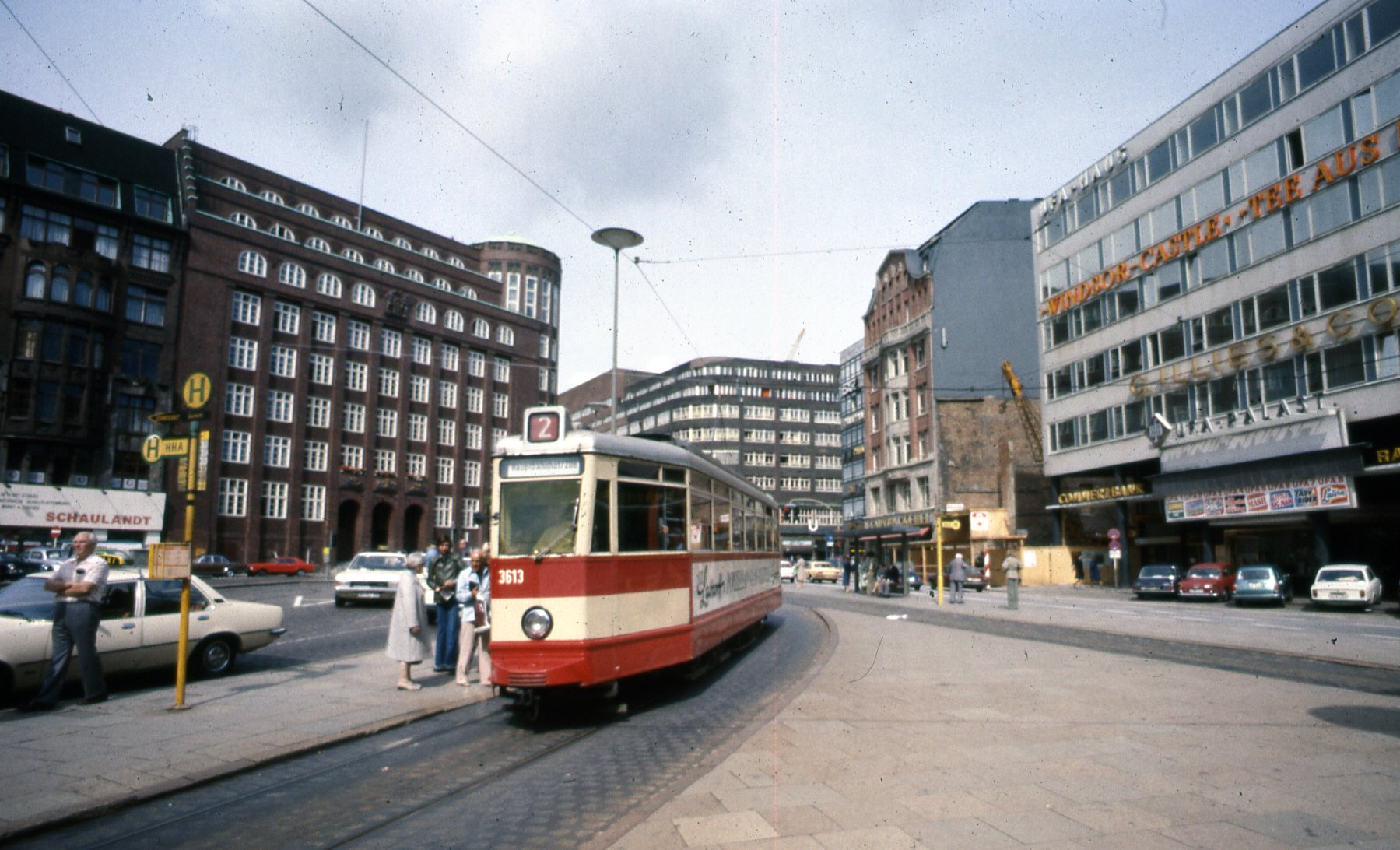
Le Gänsemarkt était accessible par le tramway jusqu’en 1978

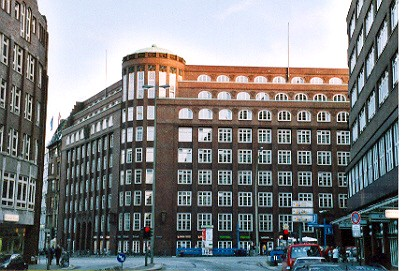
Vue d’ensemble du Trésor public du nord de l’Allemagne. On peut apercevoir le Gänsemarkt dans le coin gauche ; à droite, la Deutschlandhaus (maison de l’Allemagne) et à gauche le Stadtbäcker (boulangerie)

La Cathédrale de Hambourg est détruite en 1805. À cet endroit même se tenait, de 1805 à 1881, la foire Hamburger Dom durant la période de Noël. Aujourd’hui, « Hamburger Dom » désigne la plus grande fête populaire du Nord de l’Allemagne et a lieu trois fois par an à Heiligengeistfeld, un grand espace en plein air dans le quartier de Saint-Pauli. 
En 1829, le Kalkof est construit, et s’appelle alors Schwiegerstraβe, d'après le patronyme de l'ancien propriétaire des lieux. Ce quartier qui regroupait des maisons closes est devenu célèbre au moment de la mort du roi du Danemark Frédéric VIII, le 13 mai 1912.

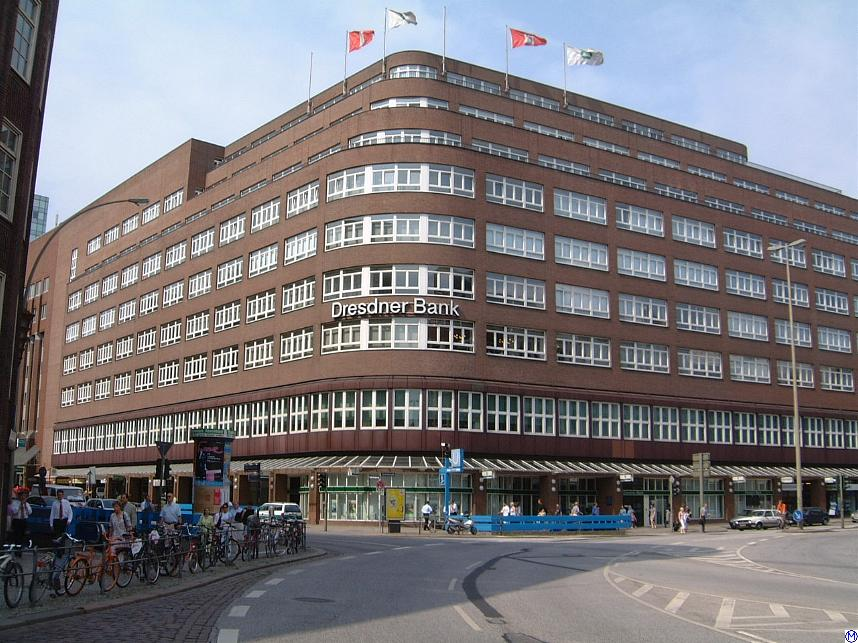
La Deutschlandhaus
(Orientation nord-ouest)

L’année 1970 voit la construction de la station de métro de la ligne U2, Gänsemarkt. La fermeture du tram en 1978 mène à la réorganisation de la place en 1986 ; c’est à cette époque également que le monument de G. E. Lessing prend sa position actuelle devant la rue Gerhofstraße.
En 1980 est édifié le Gänsemarktpassage, un centre commercial de trois étages qui s’étend jusqu’à la rue Colonnaden, laquelle abritait notamment le siège social du journal Hamburger Abendblatt jusqu’en 1980. Ce dernier se situe maintenant à quelques centaines de mètres dans le Hamburger Abendblatt- und BILD-Center au numéro 3 de la rue Caffamacherreihe.
Une écurie anglaise construite en 1772 et rénovée en 1885 se trouvait entre le Gänsemarkt et la rue Colonnaden.

### Le quartier de la presse
Pour des raisons techniques et jusqu'en 1970, tous les journaux avaient leur siège dans le même local. À la fin des années 1920,  la quasi-totalité des grands journaux hambourgeois se concentraient autour du Gänsemarkt :
- le Hamburger Anzeiger (libéral), Gänsemarkt 21-23 ;
- le Hamburger Fremdenblatt, à l’angle des rues Große Bleichen et Hohe Bleichen ;
- le Hamburger Echo (social-démocrate), Fehlandstraße 11-19 ;
- le Hamburger Volkszeitung (communiste), Valentiskamp 40-42 ;
- le 8-Uhr Abendblatt, Alter Steinweg 16 ;
- le Hamburger Neuesten Nachrichten, Alter Wall 16.

## Architecture
L’intersection des rues Valentiskamp et Dammtorstraße forme trois angles arrondis typiques qui constituent la pointe nord de la place :
- Sur le côté sud-ouest se trouve le bâtiment du Trésor public, anciennement appelé Finanzdeputation. Construit par Fritz Schumacher en 1919, ce bâtiment est un véritable exemple de l'architecture en brique Klinker, très typique de Hambourg.
- La Commerzbank

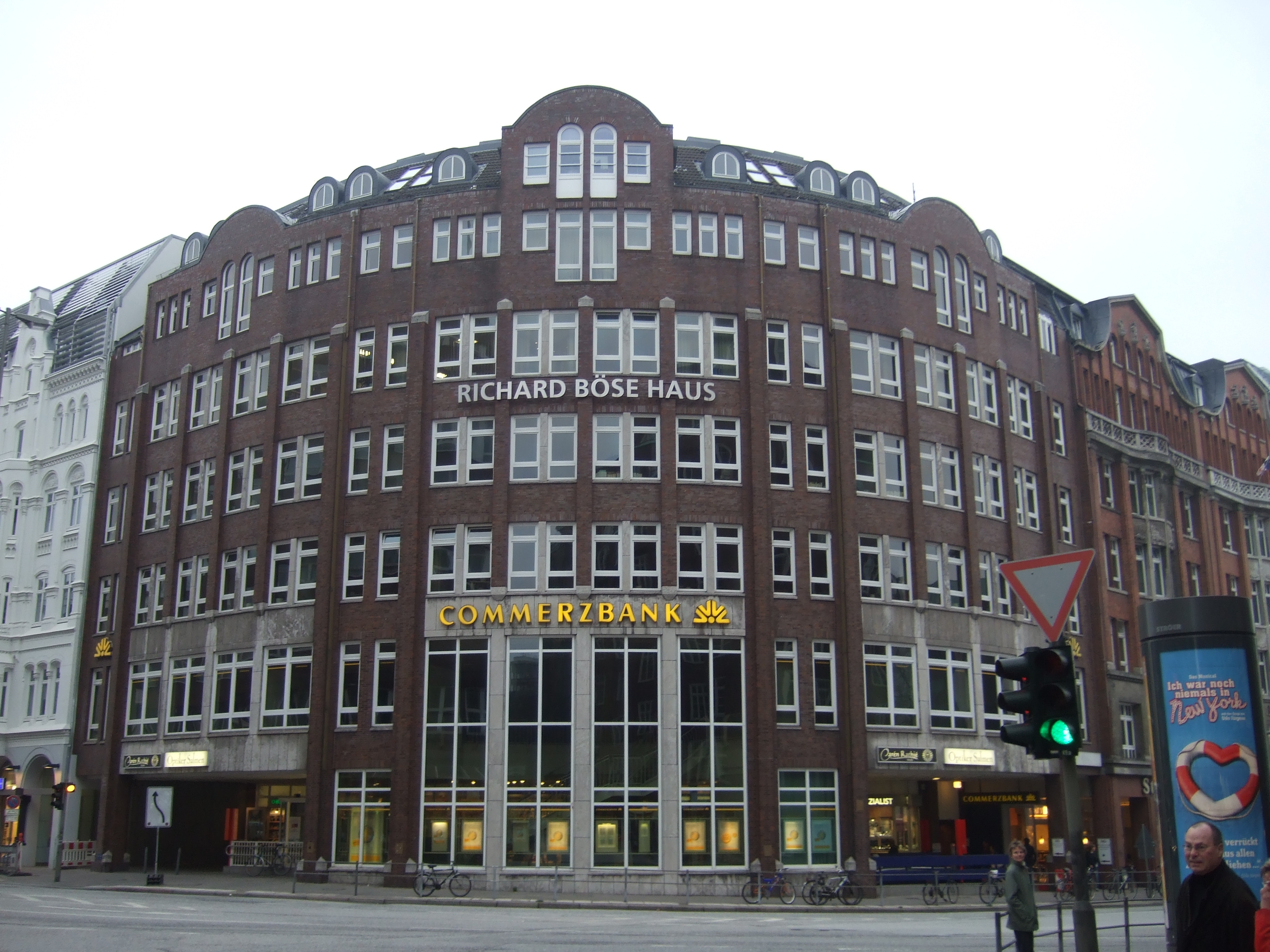
La Commerzbank
(Orientation nord-est)

(Orientation nord-est)En 1929, les architectes Block & Hochfeld entreprennent la construction de la Deutschlandhaus sur la pointe nord. Offrant 2 667 places, le cinéma UfA-Palast conçu par Walter Unruh est alors le plus grand d’Europe. L’ancien grand magasin Deutsche Familienkaufhaus (DEFAKA) se trouvait dans le même bâtiment. La démolition du Théâtre national allemand en 1959 a entrainé le transfert de l'UfA-Palast au nord du Gänsemarkt. Le nouveau UfA-Palast a été détruit en 2006, puis remplacé par un immeuble de bureaux.
- Le troisième angle arrondi (occupé par une filiale de la Commerzbank désormais fermée) est créé en 1985/1986 pour rappeler les deux grands complexes en briques opposés.

Plus à l’est, dans la rue Jungfernstieg, se trouve la Alte englische Apotheke (littéralement, "la vieille pharmacie anglaise"). Construite en 1781, elle est la plus ancienne pharmacie du quartier. À côté se trouvait jusqu’en 1998 la librairie évangélique Tuchel (fondée en 1844) où se réunissaient les membres du mouvement de résistance La Rose Blanche.